# Tetris Attack
Tetris Attack (Japans: ヨッシーのパネポン; Yoshi no Panepon) is een puzzelvideospel voor de SNES en Game Boy, ontwikkeld door Intelligent Systems en uitgegeven door Nintendo. Het spel is een westerse versie van het actiepuzzlespel Panel de Pon voor de Super Famicom. Bij het localiseren van dit spel voor de niet-Japanse markt is ervoor gekozen om de originele karakters te vervangen door karakters uit Yoshi's Island voor de Super Nintendo. De originele muziek van Panel de Pon werd ook in de westerse versies van het spel gebruikt.
In dit spel voor één of twee spelers komen vanaf de onderkant van het scherm rijen met blokken omhoog. Deze blokken zijn voorzien van verschillende kleuren en symbolen. Spelers bewegen een cursor over het speelveld die het hen mogelijk maakt om op die plek twee in horizontaal opzicht naast elkaar gelegen blokken van plaats te doen wisselen. In de reguliere spelmodus is het zaak voor de speler(s) om de blokken zo te ordenen dat horizontaal of verticaal drie of meer van dezelfde blokken aan elkaar grenzen. Wanneer dit gebeurt, verdwijnen de betreffende blokken. De opengevallen plekken worden opgevuld door eventueel bovenliggende blokken. Hierdoor kunnen nieuwe combinaties ontstaan. 
Het verhaal bij dit spel is dat Yoshi zijn medebewoners van het eiland moet zien te bevrijden. Deze zijn gevangen gezet door Kamek en Bowser. Het spel heeft een story (versus) mode tegen de computer, multiplayer mode, endless mode, timed mode en puzzle mode.

## Platforms
| Jaar | Platform                    |
| ---- | --------------------------- |
| 1996 | SNES, Game Boy, Satellaview |
| 2013 | Virtual Console (3DS)       |

## Ontvangst
Het spel werd overwegend positief ontvangen:
| Beoordeeld door        | Jaar | Platform | Score |
| ---------------------- | ---- | -------- | ----- |
| Total! (Duitsland)     | 1996 | Game Boy | 95%   |
| All Game Guide         | 2007 | SNES     | 90%   |
| Electric Playground    | 1996 | Game Boy | 90%   |
| Portable Review        | 2005 | Game Boy | 90%   |
| Game Informer Magazine | 2003 | SNES     | 90%   |
| Nintendo Land          | 2003 | SNES     | 86%   |
| Total! (Duitsland)     | 1996 | SNES     | 85%   |
| Game Zero              | 1996 | SNES     | 83%   |
| GamePro (US)           | 1997 | Game Boy | 80%   |
| Mega Fun               | 1997 | SNES     | 78%   |

## Invloed en opvolgers
Panel de Pon/Tetris Attack wordt tegenwoordig beschouwd als het eerste deel in de Puzzle League serie. Een versie van Panel de Pon met Yoshi werd als download beschikbaar gemaakt voor de Satellaview uitbreiding van de Super Famicom.
Een direct vervolg, Panel de Pon 64 kwam, voorzien van een Pokemon-thema en de titel Pokemon Puzzle League, uit voor de Nintendo 64 en Gameboy Color. Later werd een port van Panel de Pon 64 alsnog exclusief in Japan uitgebracht als onderdeel van Nintendo Puzzle Collection voor de Gamecube. Voor de Gameboy Advance is een versie uitgebracht zonder thema, getiteld Puzzle League (in PAL en NTSC gebieden)/Panel de Pon (in Japan)samen met het spel Dr. Mario gebundeld op één cartridge.
Voor de Nintendo DS verscheen het spel Planet Puzzle League in 2007.